# Gerard von Brucken Fock

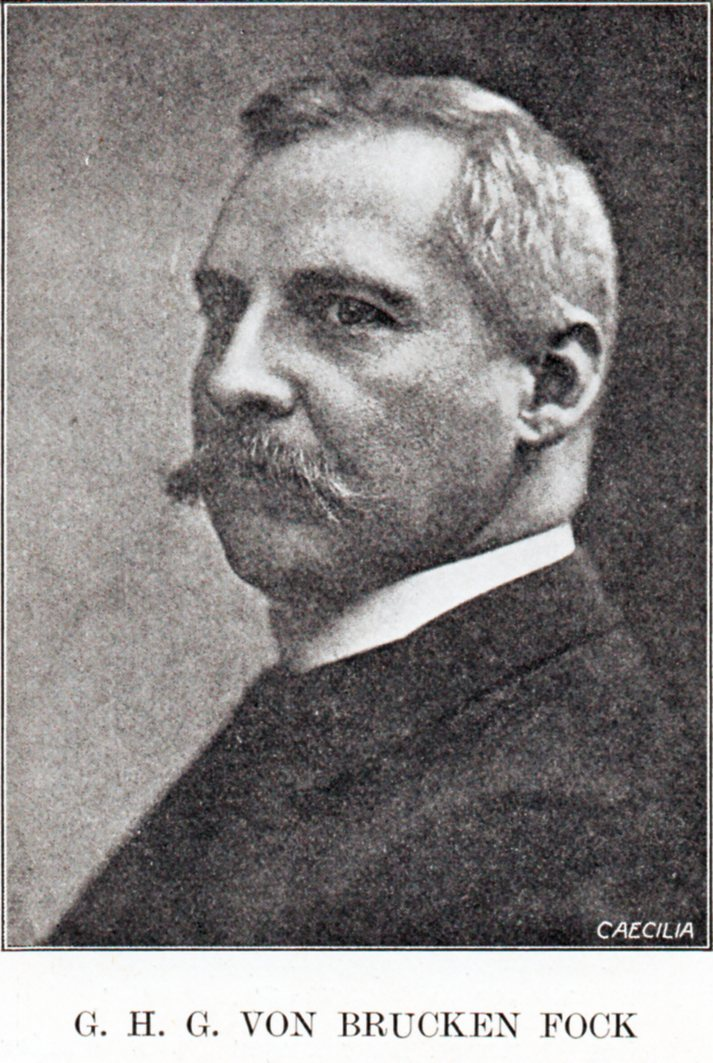

Gerardus Hubertus Galenus von Brucken Fock (Koudekerke, 28 december 1859 – Heemstede (Noord-Holland), 15 augustus 1935) was een Nederlands componist en kunstschilder. Vanwege zijn vele pianocomposities noemde Edvard Grieg hem de "Nederlandse Chopin".

## Levensloop
Gerard (ook wel Geert) von Brucken Fock werd geboren als Gerardus Hubertus Galenus Fock op Slot Ter Hooge in Koudekerke, nabij Middelburg. Nog geen vier jaar later liet zijn vader Henri Dignus Fock op instigatie van de oudste zoon Bonifacius de naam officieel veranderen naar Von Brucken Fock, op grond van een vermeende (want onbewezen) verwantschap met een adellijke Duitse familie. Zijn familie was van rijke komaf en hij heeft nooit hoeven werken. Hij volgde de HBS in Middelburg, maar maakte deze niet af omdat de muziek bij hem voorging. In deze tijd componeerde en tekende hij al. Het water en de zee waren belangrijke inspiratiebronnen voor zijn composities, maar hij schreef ook religieuze muziek. Zijn composities verschenen bij onder mee Muziekuitgeverij A.A. Noske. Naast componeren schreef hij opstellen op het gebied van muziekliteratuur in De Amsterdammer.
Hij nam compositielessen bij de bekende componist Richard Hol in Utrecht en in 1879 verhuisde hij naar Berlijn om les te nemen bij Friedrich Kiel. Pianolessen kreeg hij van de Utrechter Theodorus Leonardus van der Wurff.
In 1919 schreef Julius Röntgen een orkestwerk voor Von Brucken Fock: Drei Praeludien und Fugen, "An G.H.G. von Brucken Fock"

## Persoonlijk
In 1885 trouwde hij Marie Pompe van Meerdervoort, de dochter van een Zeeuws Tweede Kamerlid. 
Zijn oudere broer Emile von Brucken Fock werd eveneens componist, maar was vooral militair.

## Composities
Er zouden meer dan 300 manuscripten van zijn werken in omloop zijn; veel bleef onuitgegeven dan wel onuitgevoerd
- opus 1: Zes pianostukken
- opus 2: Neun kleine Praeludien für Klavier
- Sechs Spanische Tänze für Klavier
- Fünf Praeludiën für Klavier
- opus 5: Sonate für Violine und Klavier
- opus 6: Zwei Slavische Tänze für Klavier
- opus 7: Elegie für Violine und Klavier
- opus 8: Zehn Praeludien für Klavier
- opus 9: Drie Praeludien für Klavier
- opus 10: Serenade für Klavier
- opus 11: Cinq moments musicaux pour piano
- Impromptu et quatre préludes pour piano
- Spanische Tänze
- Drie geestelijke liederen voor gemengd koor
- 24 Praeludien
- Sieben Praeludien
- 22 geestelijke liederen voor gemengd koor
- Wederkomst van Christus of het naderend Godsrijk, oratorium voor solisten, koor en orkest
- Deux préludes et etude pour piano a deux mains
- Ballade voor piano tweehandig
- Vijf liederen voor sopraan (Hei met de wolken zoo wit, Schemerliedje, Witte wijven dansen om en om, Processie, In mijn stille kamer)
- Sonate voor piano en viool in F majeur
- Symfonie in Bes majeur, op 1 oktober 1911 uitgevoerd door het Concertgebouworkest onder leiding van Cornelis Dopper, en op 30 juni 1912 uitgevoerd door het Concertgebouworkest onder leiding van Willem Mengelberg
- Pinkstercantate (solisten, koor, orkest)
- Twee liederen van de zee (voor groot orkest)
- Sonate voor piano en viool en E majeur
- Van de zee en de verte voor groot orkest (3 januari 1904, wereldpremière door het Concertgebouworkest onder leiding van Mengelberg)
- Een Requiem
- Impressions du Midi
- Bretonse suite
- Impromptu Le Gironde